# Discografia di Claudio Villa

## Singoli

### Dischi a 78 giri
Etichetta Parlophon
- 1947: Serenatella dolce e amara/Canzoncella (Parlophon, C-8134)
- 1947: Serenatella dolce e amara/Trasteverina (Parlophon, C-8135)
- 1947: Stornelli romani a dispetto 1/Stornelli romani a dispetto 2 (Parlophon, C-8136; con Rossana Beccari)
- 1947: Campane di nostalgia/Luci sull'Arno (Parlophon, TT 9115)
- 1947: Cantando al sole/O paesanella (Parlophon, TT 9116)
- 1947: Me ne vado a spasso/Maria Cristina (Parlophon, TT 9117)
- 1947: Cuore napoletano/Strada delle mimose (Parlophon, TT 9118)
- 1947: Serenata celeste/Canzone del mattino (Parlophon, TT 9148)
- 1948: Due parole a Maria/Primarosa (Parlophon, TT 9149)
- 1948: Venezia mia/Ti rivedo vecchia Argentina (Parlophon, TT 9150)
- 1948: Mora morena/Fiore del male (Parlophon, TT 9151)
- 1948: Primavera nuova / Angelo - TT-9152
- 1948: Trinidad / Napoli e Maria - TT-9171
- 1948: Vecchia Roma/Stornellando alla toscana - TT-9180
- 1948: L'onorevole Bricolle / I pompieri di Viggiù - TT-9181
- 1948: Lo stornello del marinaio / Ciuciariello bianco - TT-9185
- 1948: Campane di pace / I pompieri di Viggiù (con Nuccia Bongiovanni) - TT-9186
- 1948: Tarantella serena / Il cielo è diventato sereno - TT-9187
- 1948: Malinconico cuore / Ma quando si vuol bene - TT-9188
- 1948: Perché lasciasti Napoli / Calamita d'oro - TT-9222
- 1948: Tre fontane / Mandolinatella - TT-9223
- 1948: Ci vedremo a Sorrento (con Rosanna Beccari) / Sul ponte di Rialto (con Rosanna Beccari) - TT-9224
- 1948: L'amore sotto la luna / Perché mi dici addio - TT-9225
- 1948: Vela bianca / Stornello amaro - TT-9226
- 1948: Scalinatella / Serenata lontana - TT-9227
- 1949: Acquerello napoletano / Rumba all'italiana - TT-9268
- 1949: Me sò 'mbriacato 'e sole / Terrazze di Sorrento - TT-9269
- 1949: Amorita / Qui sotto il cielo di Capri (dalla colonna sonora del film "I pompieri di Viggiù") - TT-9270
- 1949: Vecchia Firenze / Verrò - TT-9271
- 1949: Borgo antico / Nustalgia 'e Zì Teresa - TT-9272
- 1949: Mamma bianca / Fiore d'aprile - TT-9285
- 1949: Ci sposeremo a Napoli / Le due strade - TT-9286
- 1949: Vivere baciandoti / Aspettami ancora stasera - TT-9322
- 1949: Desiderio di baci / Centomila baci - TT-9323
- 1949: Serenatella triste / Arrivederci Roma mia (dalla colonna sonora del film "Gli emigranti") - TT-9324
- 1949: Bonne nuit chèrie / Passa la sera l'amore - TT-9325
- 1949: Perché non sognar / Sottobraccio - TT-9236
- 1949: Stornelli appassionati 1 / Stornelli appassionati 2 (con Julia Jandolo) - TT-9332
- 1949: Zitta chitarra / Com'è bello cantà de sera sotto la luna - TT-9333
- 1949: Soli / Strade romane - TT-9334
- 1949: Perché non sognar / Sottobraccio - TT-9336
- 1949: Fontana di Trevi  / Lascia pur che parlino di me - TT-9356
- 1949: Vieni con me in pineta (dalla colonna sonora del film Domenica d'agosto) / T'aspetterò stasera - TT-9357
- 1950: Chissà chissà chissà / L'altro - TT-9358
- 1950: Manuela / Mai ti dirò - TT-9359
- 1950: Fregene canta / Luna d'aprile - TT-9381
- 1950: Verde Nilo / Rivedrai Santa Lucia - TT-9382
- 1950: Cittadinella / Con la pioggia o con la luna (dalla colonna sonora del film "Taxi di notte") - TT-9383
- 1950: Musica mia dolce musica (dalla rivista "Burlesco") / Roma città santa - TT-9384
- 1950: Se mi vuoi bene baciami / Buonanotte Roma mia - TT-9385
- 1950: Ti porto le prime rose - TT-9386
- 1950: Rumba napoletana / Nata per amare - TT-9387
- 1950: Và mio ritornello / Venditrice di stornelli - TT-9396
- 1950: Se ascolto polvere di stelle / Mentre tu dormi - TT-9402
- 1950: Zoccoletti / Senza più serenate - TT-9403
- 1950: Serenata a Roma mia / Non voglio più - TT-9406
- 1950: Speranza amara / Serenata sincera - TT-9407
- 1950: Stornellino di maggio / Chitarrata sottovoce - TT-9408
- 1950: Canzone di primavera (dalla colonna sonora del film omonimo) / Chi sarà ? - TT-9419
- 1950: Prigioniero d'un sogno / Alba sul mare - TT-9420
- 1950: Sentieri / Fantasia sorrentina - TT-9452
- 1950: Queste dodici rose - TT-9453
- 1951: Serenata alla mia bella / Canzone del mare - TT-9477
- 1951: Canzone sbagliata / Città fiorita - TT-9478
- 1951: Serenata perduta / Signorina per bene - TT-9479
- 1951: Come signorinella / Cuore ribelle - TT-9480
- 1951: Serenata alla mia fidanzata / Cuore amante - TT-9495
- 1951: Vint'anne / Che t'aggia fatto 'e male - TT-9496
- 1951: Tu mi ricordi Napoli / Un velo bianco - TT-9502
- 1951: Sorgente viva / Ho ritrovato i miei vent'anni - TT-9503
- 1951: Natale - TT-9507
- 1951: Quattro mura / Nel viale delle viole - TT-9508
- 1951: Beguine a Marechiaro / 'O core dice addio - TT-9509
- 1951: Falsità / Senza cuore - TT-9510
- 1951: Dove vai serenata / Per farti ingelosir - TT-9511
- 1951: Se sò scurdate 'e te / Sulo - TT-9512
- 1951: Voce 'e notte / Core 'ngrato - TT-9513
- 1951: Hula Hi / Se sò scurdate 'e te - TT-9529
- 1952: Vecchie mura / Perché le donne belle - TT-9552
- 1952: Serenata ironica / Malinconica tarantella - TT-9553
- 1952: Me sò "nnammurato 'e te / Malinconia di rondine - TT-9556
- 1952: Aggio perduto 'o suonno / Album di sorrisi - TT-9557
- 1952: Vagabondo del mare / L'attesa - TT-9558
- 1952: Cara piccina / Suspiranno - TT-9559
- 1952: Bellissima signora / Quando ascolto la tua voce - TT-9560
- 1952: Ragazza di Trieste / M' hanno detto che tu - TT-9561
- 1952: Anema mia / Tarantella 'e na vota - TT-9562
- 1952: Ragazza di Trieste / Nosek - TT-9602

Etichetta Vis Radio
- 1949: Rosso di sera / Torino a primavera - Vi-4020
- 1949: Chitarra mia / T'aspetto a Margellina - Vi-4021
- 1949: Venezia bella / Bolognesina mia (con Nuccia Bongiovanni) - Vi-4022
- 1949: Và, serenatella / Sirene di Nettuno - Vi-4023
- 1949: Borgatella di marina / Tu dicesti d'amarmi - Vi-4024
- 1949: Te quiero all'italiana / Buonasera signora luna - Vi-4025
- 1949: Il mio male / Frutta di mezzanotte - Vi-4069
- 1949: Napoletana mia / Sonsempre solo - Vi-4070
- 1949: Fiore di maggio / Amor baciar sognar - Vi-4071
- 1949: Balcone 'e Napule / L'ultimo addio - Vi-4072
- 1949: Sul mare di Santa Lucia / L'ultima serenata - Vi-4073
- 1949: Stornello delle stagioni/Quanno er sole de Roma lascia li sette colli (Vis Radio, Vi 4074)
- 1949: Bocca bella / Villa Lucia - Vi-4075
- 1949: Stornelli dispettosi 1 / Stornelli dispettosi 2 - Vi-4076
- 1949: Sentite che ve dice er Sor Capanna 1 / Sentite che ve dice er Sor Capanna (con Julia Jandolo) - Vi-4077
- 1949: Pusillenco 'nsentimento / 'A canzone d'e "rrose - Vi-4088
- 1949: Comme 'e "rrose / 'A "cchiù sincera - Vi-4102
- 1949: Vierno / Signorinella - Vi-4103
- 1949: 'N'campagna è n'ata cosa / Malavia - Vi-4104
- 1949: Canta scugnizzo / Sole d'oro - Vi-4105
- 1949: Com'è bello fà l'amore quanno è sera / Quanno a Roma 'na maschietta te vò bene - Vi-4106
- 1949: Primo amore / Raggio di sole - Vi-4107
- 1949: Inferno / Quando cantano gli angeli - Vi-4145
- 1949: Sei stata tu / Mare Marì - Vi-4146
- 1949: Bugiarda / Me sò 'mbriacato 'e sole - Vi-4147
- 1949: Occhi chiari / Vieni amore - Vi-4148
- 1949: Nun tuorne "cchiù / P'a stessa strada - Vi-4149
- 1950: Claudio Villa stornella 1 / Claudio Villa stornella 2 - Vi-4166
- 1950: tornelli appassionati 1 / Stornelli appassionati 2 (con Lucia Rossani) - Vi-4167
- 1950: Dormiveglia / La mia strada - Vi-4212
- 1950: 'A luna d'argiento / 'A voce 'e mamma - Vi-4213
- 1950: Napule e 'nu cafè / Passione perduta - Vi-4214
- 1950: Martellacore / Luna rossa - Vi-4215
- 1950: Fenesta verde / Sì sempe 'a mia - Vi-4216
- 1950: Via maestra / Torna piccina - Vi-4217
- 1950: Giù dal Paradiso / Bocca bugiarda mia - Vi-4218
- 1950: Abito da sera / La signora di trent'anni fa - Vi-4219
- 1950: Quando te ne andrai / Dormi mamma - Vi-4220
- 1950: Settimo giorno - Vi-4235
- 1950: Rondini del Gesù / Mandatemi una cartolina - Vi-4236
- 1950: Torna / Catena - Vi-4237
- 1950: Angelarò / Violino lontano - Vi-4238
- 1950: Nun ce penzà / Bello 'e papà - Vi-4244
- 1950: Bocca desiderata / Rivederti (dalla colonna sonora del film "Vivere a sbafo") - Vi-4245
- 1950: Serenata maliosa / Chi non è innamorato - Vi-4257
- 1950: Mattinatella / Sole di maggio - Vi-4281
- 1950: Lasciatemi passare / Non mi destar - Vi-4282
- 1950: Campanella del monastero / Orchestrina di periferia - Vi-4283
- 1951: Era destino - Vi-4311
- 1951: 'Na sera 'e maggio / Anema e core - Vi-4323
- 1951: Primo appuntamento / Cancello chiuso - Vi-4325
- 1951: Notte a Santa Lucia / Madonnina della scogliera - Vi-4331
- 1951: Luna algerina / Munasterio 'e Santa Chiara - Vi-4332
- 1951: Arrotino / La luna ci guarda - Vi-4333
- 1951: Serenata a nessuno / Stornello a pungolo - Vi-4334
- 1951: Sole grigio / Addò m'attacco moro - Vi-4335
- 1951: Addio sogni di gloria / Gigolette - Vi-4340
- 1951: Pezzulo 'e Paraviso / 'Nu quarto 'e luna - Vi-4341
- 1951: Quando Milano cantava le serenate / Buongiorno, arrivederci, addio - Vi-4343
- 1951: Ho pianto per te / Signora - Vi-4353
- 1951: Malafemmena / 'Stu marciapiede 'e Napule - Vi-4375
- 1951: Mattinata d'oro / Piazza di Spagna - Vi-4377
- 1951: Marechiaro / I' te vurria vasà - Vi-4378
- 1951: Triste autunno / Bella dispettosa - Vi-4391
- 1951: Bella dispettosa/Triste autunno (Vis Radio, V. 793)
- 1951: Via dell'amore / Notturno - Vi-4397
- 1951: Letterine del soldato / Signorina felicità - Vi-4398
- 1951: Si chiamava Maria / Buona fortuna signorinella - Vi-4399
- 1952: 'A voce 'e mamma / Fra Napule e Milano - Vi-4503
- 1952: Madonna delle rose / Vola colomba (con il Duo Vis) - Vi-4504
- 1952: Vedi Napoli e poi muori (dalla colonna sonora del film omonimo) / Trase 'o sole addò vò - Vi-4505
- 1952: 'O "bbene mio / Muje t'aspettammo a Napule - Vi-4506
- 1952: Ho fatto tante serenate / Via del Paradiso, 23 - Vi-4507
- 1952: È 'na regazza trasteverina / Stornello trasteverino - Vi-4508
- 1952: Se fossi nato a Napoli / Fra Napoli e Milano - Vi-4509
- 1952: Balcone senza luce / Stornello a pungolo - Vi-4510
- 1952: Forse domani / Arrota arrota - Vi-4638
- 1952: La vita è bella / Buonanotte Cosenza - Vi-4639
- 1952: Stradarella (dalla colonna sonora del film "Serenata amara") / Gira la vita - Vi-4640
- 1952: Terra straniera / Sciummo - Vi-4641
- 1952: Le faccio 'a corte / A Pusilleco 'cu "tte - Vi-4647
- 1952: Luna messaggera / Malafonte - Vi-4648
- 1952: Un garofano rosso / Bevo e canto - Vi-4649
- 1952: Bocca rossa / Tornerà non tornerà - Vi-4650
- 1952: Mi piacerebbe avere un piccolo veliero / Mandolino mandolino - Vi-4651
- 1952: Tornerai in quel nido / Padam ... padam - Vi-4657
- 1952: Vedimmece dimane / Desiderio 'e sole - Vi-4658
- 1952: Per l'ultima volta / Bambola di cenci - Vi-4659
- 1952: Perdono / Cascatella - Vi-4660
- 1952: Uocchie c'arraggiunate / Carmela - Vi-4661
- 1952: Campanaro / Vecchia villa comunale - Vi-4662
- 1952: Vecchio scarpone / Lasciami cantare una canzone - Vi-4663
- 1953: La mamma che piange di più / Acque amare - Vi-4664
- 1953: Innamorami / Domandatelo - Vi-4665
- 1953: Canto della solitudine / Povero amico mio - Vi-4666
- 1953: Perdonami / A bocca chiusa (dalla colonna sonora del film "Perdonami") - Vi-4680
- 1953: Ce simme appiccecate / 'O segreto 'e Napule - Vi-4681
- 1953: Parlammece cu 'e vase / Tantillo 'e "bbene - Vi-4682
- 1953: Senza perdono / Appassionato tango - Vi-4683
- 1953: Acqua marina / Buongiorno Giuliana - Vi-4684
- 1953: Fuoco di paglia / Lunarella - Vi-4685
- 1953: Ma perché malinconia / Samba alla fiorentina - Vi-4686
- 1953: Buona fortuna a te / Fontane romane - Vi-4687
- 1953: Claudio Villa innamorato 1 / Claudio Villa innamorato 2 - Vi-4819
- 1953: Claudio Villa dispettoso 1 / Claudio Villa dispettoso 2 - Vi-4820
- 1953: Vola vola vola / Mondina - Vi-4821
- 1953: Che tuorne 'a "ffà ? / Suspiranno - Vi-4822
- 1953: Pasquale militare / Nun sì 'na "nnammurata - Vi-4823
- 1953: 'Na vocca 'e femmena / Serenata suspirosa - Vi-4824
- 1953: Carrettino siciliano / Sarà il sole - Vi-4825
- 1953: Cavallina storna / Voglio sposare te - Vi-4826
- 1953: Che tuorne 'a "ffà ? / I' te vurria vasà - Vi-4837
- 1953: 'Na chitarra e un po' de voce / Nannì ('Na gita a li castelli) - Vi-4892
- 1953: Rondinella forestiera / Serenata cortese - Vi-4894
- 1953: Te sto aspettanno / Si tu me cercarraje - Vi-4896
- 1953: Mariarosa / Giuramento - Vi-4897
- 1954: Angeli senza cielo / Berta filava (con il Duo Vis) - Vi-4905
- 1954: Tutte le mamme / Una bambina sei tu - Vi-4909
- 1954: Con te / Donnina sola - Vi-4910
- 1954: E la barca tornò sola / Cirillino cì - Vi-4911
- 1954: Si tu me cercarraje / Giuramento - Vi-4917
- 1954: Quattro camere e cucina / Luna di miele (con Gloria Christian) - Vi-4918
- 1954: Come l'onda / Ma quando - Vi-4922
- 1954: La bionda per la bruna / La prima serenata - Vi-4923
- 1954: Roma d'un tempo / L'eco der core - Vi-4924
- 1954: Serenatella marinara / Bella affacciati - Vi-4926
- 1954: Roma sei sempre tu / Casa mia - Vi-4957
- 1954: Tu m' hai tradito / Don Michele - Vi-4958
- 1954: Mare / Arcobaleno - Vi-4959
- 1954: Avevo solo te / Canto d'amore - Vi-4960
- 1954: Passione tra gli ulivi / L'ultima domenica - Vi-4961
- 1954: Il bivio / Salutiamo l'amore - Vi-4973
- 1954: Amami come vuoi / Credi d'amare - Vi-4975
- 1954: Statte vicino a me / Solo cantanno - Vi-4977
- 1954: Occhi senza amore / Dispettosamente - Vi-4978
- 1954: È santa / Roma d'un tempo - Vi-4979
- 1954: Suonno d'ammore / Semplicità - Vi-5027
- 1954: Balcone chiuso / Pullecenella - Vi-5031
- 1954: "Ddoje lacreme / Suonno d'ammore - Vi-5032
- 1954: Organetto che passi / Buongiorno a te (dalla colonna sonora del film "Canzone d'amore") - Vi-5048
- 1954: Resta abbracciata 'cu "mme / Tutto e niente - Vi-5050
- 1954: Ballata selvaggia / Il vento va - Vi-5051
- 1954: Canto a voce piena / Torna - Vi-5052
- 1954: Chiesetta senza fiori / Una lettera a mia madre - Vi-5058
- 1954: Serenata delle serenate / Tango di mezzanotte - Vi-5059
- 1954: 'Nu giurnale 'e Napule / Si tu me cercarraje - Vi-5061
- 1955: Buongiorno tristezza / Il torrente (con il Trio Vocale Vis) - Vi-5191
- 1955: Buongiorno tristezza/Il torrente (Vis Radio, V. 2325)
- 1955: Un cuore/Incantatella (Vis Radio, V. 2326)
- 1955: Incantatella / Un cuore - Vi-5192
- 1955: Non ti scordar di me / Nisciuna è comme a "tte - Vi-5268
- 1955: 'O surdato "nnammurato / Santa Lucia luntana - Vi-5269
- 1955: Walzer dell'allegria / Madonna amore (dalla colonna sonora del film "Ore 10, lezioni di canto") - Vi-5284
- 1955: "Ddoje stelle sò cadute / 'E "llampare - Vi-5285
- 1955: Curiosità / Napule sotto e 'ncoppa - Vi-5286
- 1955: 'O ritratto 'e Nanninella / Luna chiara - Vi-5316
- 1955: Geluso 'e te / Comme te l'aggia dì - Vi-5317
- 1955: Nun chiagneno / "Nnammuratella - Vi-5318
- 1955: 'A luna chiena / Chiagneno pure "ll'onne - Vi-5325
- 1955: 'E stelle 'e Napule / Canta Pusilleco - Vi-5326
- 1955: Romanina del bajon / Canzone stradajola - Vi-5327
- 1955: Vecchio porto nella nebbia / Carrozzella romana - Vi-5328
- 1955: Zingarella / El carrettero - Vi-5329
- 1955: Maruzzella / Scapricciatiello - Vi-5342
- 1955: Arrivederci Roma / Serenata al mio bambino - Vi-5343
- 1955: Amore senza domani / Brigitte - Vi-5344
- 1955: Ninna nanna / Chiesetta senza fiori - Vi-5345
- 1955: Canta se la vuoi cantare 1 / Canta se la vuoi cantare 2 - Vi-5378
- 1955: Addio signora / Fili d'oro - Vi-5379
- 1955: Vicino alla fontana / Jamme jamme Catarì - Vi-5393
- 1955: L' hai voluto tu / Marina piccola (con il Duo Vis) - Vi-5400
- 1955: Mambo bacan (dalla colonna sonora del film "La donna del fiume") / Cammina cammina - Vi-5408
- 1955: Spazzacamino / Tre sorelle - Vi-5409
- 1955: Balocchi e profumi / Cara piccina - Vi-5410
- 1955: Stornellata romana / Come le rose - Vi-5411
- 1955: Plenilunio romano / Roma lontana - Vi-5418
- 1955: Ho paura di te / Madonnina delle lacrime - Vi-5419
- 1955: Campanile del mio paese / Bella miss - Vi-5424
- 1955: Marina piccola / N'ata vota - Vi-5425
- 1955: Nun voglio fà 'o sargente / L'ostrecaro "nnammurato - Vi-5426
- 1955: Luci spente / L' hai voluto tu - Vi-5436
- 1955: Nun se scherza co' l'ammore / Vetturino romano - Vi-5437
- 1955: La luna nel rio / Cinque confetti - Vi-5438
- 1956: Ti voglio come sei / Bruna Maria del porto - Vi-5498
- 1956: Madonnella del torrente / Albaspina - Vi-5499
- 1956: Canzone al vento / Dama in blu - Vi-5500
- 1956: Ti voglio come sei / Dama in blu - Vi-5501
- 1956: La colpa fu / Due teste sul cuscino - Vi-5509
- 1956: Aprite le finestre / Albero caduto - Vi-5510
- 1956: Amami se vuoi / Nota per nota - Vi-5511
- 1956: Guardanno 'o mare / Piccerella - Vi-5590
- 1956: Tu sì Napule / Nun t'addurmì - Vi-5596
- 1956: Passione amara / Nun me guardà - Vi-5597
- 1956: Dincello tu / Peppeniello 'o trumbettiere - Vi-5603
- 1956: Pota pò / Guaglione - Vi-5608
- 1956: Il ponte / Serenata dei miei sogni - Vi-5609
- 1956: Suspiranno 'na canzone / Tu sì Napule - Vi-5610
- 1956: Tu scendi dalle stelle - Vi-5650
- 1956: Vola vola vola - Vi-6143

Etichetta Cetra / Fonit Cetra
- 1956: Addio sogni di gloria / Perdonami - AC-3163
- 1956: Guaglione / Chella "llà - AC-3164
- 1956: Picerella / Scapricciatiello - AC-3165
- 1956: Romanina del bajon / Casa mia - AC-3166
- 1956: Nun se scherza co' l'ammore / Maruzzella - AC-3167
- 1956: Carrozzella romana / Come pioveva - AC-3168
- 1956: L' hai voluto tu / Silenzio notturno - AC-3169
- 1956: Serenate per le bimbe innamorate / Ti voglio come sei - AC-3170
- 1956: Madonna amore / Il walzer dell'allegria - AC-3171
- 1956: Bella miss / Roma lontana - AC-3172
- 1956: 'N'ata vota / 'A primma fronna - AC-3173
- 1956: Il ponte / Le due strade - AC-3174
- 1956: Samba alla fiorentina / Guardami, parlami, baciami ! - AC-3175
- 1956: Venditrice di stornelli / Quando la donna piange - AC-3176 (30.020)
- 1957: Cancello tra le rose / Corde della mia chitarra - AC-3193
- 1957: Il pericolo numero uno (con Gino Latilla) / Usignolo - AC-3194
- 1957: Chiesetta solitaria / Ondamarina - AC-3195
- 1957: La più bella canzone del mondo / Un filo di speranza - AC-3196
- 1957: Ondamarina / Un filo di speranza - AC-3204
- 1957: 'Na sera 'e maggio / Luna rossa - AC-3210
- 1957: Serenata per sedici bionde / Serenatella sciuè sciuè - AC-3211
- 1957: M' ha scritto il primo amore (dalla colonna sonora del film "Canzone proibita") / Bugiarda - AC-3212
- 1957: Ammore ammore / Canto a voce piena - AC-3213
- 1957: Rondinella forestiera / Pasquale militare - AC-3214
- 1957: Avevo solo te / Buongiorno Giuliana - AC-3215
- 1957: Buongiorno tristezza / Cancello chiuso - AC-3216
- 1957: Claudio Villa a mezza voce 1 / Claudio Villa a mezza voce 2 - AC-3217
- 1957: Claudio Villa a piena voce 1 / Claudio Villa a piena voce 2 - AC-3218
- 1957: Pastorella sarda / Rosellina - AC-3219
- 1957: Vagabondo del mare / Vurria 'na canzuncella - AC-3220
- 1957: Terra straniera / La signora di trent'anni fa - AC-3221
- 1957: Incantatella / Lunarella - AC-3222
- 1957: Torna piccina mia / È più forte di me - AC-3233
- 1957: Ninna nanna / Stornello a pungolo - AC-3234
- 1957: Mentre tu dormi / Siente a "mme - AC-3235
- 1957: Passeggiatella / Malinconico autunno - AC-3239
- 1957: Serenatella 'e maggio / Tutto me parla 'e te - AC-3240
- 1957: Stella marina / Si comm'a 'n'ombra - AC-3241
- 1957: Napule sole mio / Comm'a 'na stella - AC-3242
- 1957: Lazzarella / Felicità - AC-3244
- 1957: Torna / Serenata delle serenate - AC-3245
- 1957: Sincerità / Serenata indifferente - AC-3251
- 1957: Ti porto nel mio cuore / Dicembre m' ha portato una canzone - AC-3252
- 1957: La vie en rose / L'amore è una cosa meravigliosa - AC-3253
- 1957: Ave Maria di Shubert / Ave Maria di Gounod - AC-3254
- 1957: Mon Dieu / Vogliamoci tanto bene (dalla colonna sonora del film "Montecarlo") - AC-3255
- 1957: Arrivederci Roma / Che m'e 'mparato 'a "ffà - AC-3256
- 1957: Non lusingarmi / M' hai detto una bugia - AC-3257
- 1957: Canzone dei sette mari / Una lettera a mia madre - AC-3258
- 1957: 'Na vota sulamente / Palcoscenico - AC-3259
- 1957: Fontanella / Primo appuntamento - AC-3260
- 1957: Tre minuti di musica / Portoncino de Testaccio - AC-3264
- 1957: Quattro sorelle / Serenata del somarello - AC-3265
- 1957: Buongiorno primo amore / A Luciana - AC-3267
- 1957: Granada / Sono nato per cantare - AC-3268
- 1957: Tipitipitipso / Piccolissima serenata - AC-3274
- 1957: Canzone appassiunata / La canzone del destino - AC-3275
- 1957: Comme facette mammeta / Mattinata fiorentina - AC-3276
- 1957: "Cchiù bella d'e "rrose / Capricciosella - AC-3277
- 1957: Lo studente passa / Piazza Navona - AC-3281
- 1957: Piccola santa / Come pioveva - AC-3282
- 1957: Cu fu ? / Nanassa - AC-3283
- 1957: 'A sunnambula / Tu ce l' hai la mamma - AC-3284
- 1957: C'è un sentiero nel cielo / Passione - AC-3285
- 1957: Desiderio 'e sole / 'O sole mio - AC-3286
- 1957: Carlotta / Tu vuò fa l'americano - AC-3303
- 1957: Polka brasiliana / Sunatore 'e pianino (con Wanda Romanelli) - AC-3304
- 1957: Innamorati / Calypso delle stelle (dalla colonna sonora del film "Totò, Vittorio e la dottoressa") - AC-3309
- 1957: Torero / Lisboa antigua - AC-3310
- 1957: Zì Gennaro rock 'n' roll / 'O russo e 'a rossa - AC-3311
- 1957: Maliziusella / Chella è n'ata 'cu 'a cammesella - AC-3312
- 1957: La più bella del mondo / Mexico - AC-3313
- 1958: Domenica è sempre domenica / Calypso C. - AC-3314
- 1958: Nannì ('Na gita a li castelli) / Chitarra romana - AC-3315
- 1958: Canta se la vuoi cantare 1 / Canta se la vuoi cantare 2 - AC-3316
- 1958: Com'è bello fà l'amore quanno è sera / Quanno a Roma 'na maschietta te vò bene - AC-3317
- 1958: L'eco der core / Serenata a Maria AC-3318
- 1958: Maria Canaria / Tutte le fontanelle - AC-3319
- 1958: Fragole e cappellini (con il Duo Fasano) / Giuro d'amarti così - AC-3324
- 1958: La canzone che piace a te (con il Duo Fasano) / Campana di Santa Lucia - AC-3327
- 1958: Cos'è un bacio (con Gino Latilla) / Non potrai dimenticare - AC-3328
- 1958: Tu sì l'ammore mio / Strada incantata - AC-3330
- 1958: Serenata sincera / Com'è bello fà l'amore quanno è sera - AC-3331
- 1958: Timida serenata / Tu sei del mio paese - AC-3332
- 1958: Dai che vai ! / Domenica è sempre domenica - AC-3333
- 1958: Nel blu dipinto di blu / Pedala dai ! - AC-3334
- 1958: Nel blu dipinto di blu / Timida serenata - AC-3335
- 1958: Serenata a chi non m'ama / Fragole e cappellini (con il Duo Fasano) - AC-3336
- 1958: Un solo desiderio / Timida serenata - AC-3337
- 1958: Non aspettar la luna / Un istante ancora - AC-3338
- 1958: Non aspettar la luna / Nel blu dipinto di blu - AC-3339
- 1958: Firenze sogna / Serenata a Firenze - AC-3340
- 1958: Porta un bacione a Firenze / Mattinata fiorentina - AC-3342
- 1958: Pupo biondo / Fili d'oro - AC-3343
- 1958: 'O treno d'a fantasia / Metropò metropò - AC-3344
- 1958: Mandolin serenade (dalla colonna sonora del film "Un re a New York") / Ma che guaglione - AC-3345
- 1958: Melodia d'amore (dalla colonna sonora del film "Casino de Paris") / Fior di loto - AC-3346
- 1958: Le jour où la pluie viendra / Viens danser - AC-3347
- 1958: Sayonara / Fior di loto - AC-3348
- 1958: Dors mon amour / Una notte ancora - AC-3349
- 1958: Parlami d'amore Mariù / Addio Juna - AC-3350
- 1958: Bernardine (con i 2 + 2) / Come prima (con i 2 + 2) - AC-3351
- 1958: Oggi son felice / È siciliana - AC-3361
- 1958: Maistrale / Nun fà "cchiù 'a frangesa - AC-3363
- 1958: 'O calippese napulitane / Vurria - AC-3364
- 1958: 'O cantastorie / 'O palluncino - AC-3365
- 1958: Serenata arrangiata / Torna a "vvucà - AC-3366
- 1958: Tutte tuppe marescià / 'O calippese napulitano - AC-3376
- 1958: Magic moments / Nicolito Boccia (dalla colonna sonora del film "Perfide ma belle") - AC-3377
- 1958: Fammi ancora sognare / M'hai detto t'amo - AC-3378
- 1958: Primavera romana / Roma de' noantri - AC-3379
- 1958: Voglio bene 'e stelle / Io nun sò chillo - AC-3380
- 1958: Signora fortuna / Tango del mare - AC-3381
- 1958: Fontane / Non ti scordar di me - AC-3382
- 1958: Sotto l'albero di Natale (con il Trio Joyce) - 'Na chitarra all'estero - AC-3393
- 1958: 'O sarracino / 'A "nnamurato cinese - AC-3394
- 1958: Al chiar di luna porto fortuna / Ti dirò - AC-3395
- 1958: Pasqualino maragià / 'O sarracino - AC-3396
- 1958: Mamma buonanotte / Serenata ad un angelo - AC-3397
- 1958: Signorinella / Portami tante rose - AC-3398
- 1958: Mexico / Campane di Piazza San Pietro - AC-3404
- 1958: Addio / Qualcuno mi vuol bene - AC-3405
- 1958: Bianco Natale / Tu scendi dalle stelle - AC-3406
- 1958: Ninna nanna a Gesù / Sotto l'albero di Natale (con il Trio Joyce) - AC-3407
- 1958: Voglio vivere così / Piscatore 'e Pusilleco (dalla colonna sonora del film "L'amore nasce a Roma") - AC-3408
- 1958: Era de maggio / Amo l'altra - AC-3409
- 1958: Stupidella (dalla colonna sonora del film "L'amore nasce a Roma") / 'O bello - AC-3410
- 1958: Tornerai / Brivido blu - AC-3416
- 1958: Voce 'e notte / Mamma - AC-3417
- 1958: L'edera / Oh Lola ! - AC-3418
- 1958: Vecchio frack / Io - AC-3419
- 1958: Resta 'cu "mme / Sole giallo - AC-3420
- 1958: Serenata a chi non ama / Un solo desiderio - AC-3421
- 1959: Piove / Partir con te - AC-3430
- 1959: Un bacio sulla bocca / Una marcia in fa - AC-3431
- 1959: Bambola rosa / Bimbe belle - AC-3461
- 1959: L'abito blu (con il Quartetto Zenit) / Les gitans (con il Quartetto Zenit) - AC-3467
- 1959: Stornelli italo romani 1 / Stornelli italo romano 2 - AC-3468
- 1959: Stornelli all'italiana 1 / Stornelli all'italiana 2 - AC-3469
- 1959: Stornelli all'italiana 3 / Stornelli all'italiana 4 - AC-3470
- 1959: Sarrà chi sà / Padrone d'o mare - AC-3474
- 1959: Vieneme 'nzuonno / Solitudine - AC-3475
- 1959: Cerasella / Sta miss 'nciucio - AC-3484
- 1959: Amore amore amor / Bimbe belle - AC-3485
- 1959: Incontro al sole / Straniera romana - AC-3487
- 1959: Maria Cristina / Canto ma sottovoce (dalla colonna sonora del film "Quanto sei bella Roma") - AC-3488
- 1959: Vivere (dalla colonna sonora del film "Quanto sei bella Roma") / Tace il marinar - AC-3489
- 1959: Concertino / Arrivederci - AC-3490
- 1959: Il mio amore a Fontana di Trevi / Serenata serena - AC-3491
- 1959: Ho scoperto un'isoletta / Serenata serena (dalla colonna sonora del film "Quanto sei bella Roma") - AC-3492
- 1959: Suspire / Solitudine - AC-3493
- 1959: Ti chiamerò Marina / Binario - AC-3495
- 1959: Calypso pettegolo / Ti comprendo - AC-3496
- 1959: Abbandonati / Addio Maria - AC-3498
- 1959: Quanto canta il gallo / Chi è ? - AC-3499
- 1959: Un telegramma / Olè olè - AC-3500
- 1959: Madonnina del mare / Incontro al sole - AC-3501
- 1959: Comme e pecchè / Comme te chiamme tu - AC-3502
- 1960: Libero / Romantica - AC-3503
- 1960: Il mare / È mezzanotte - AC-3504
- 1960: Amore abisso dolce / È vero - AC-3505
- 1960: Marina / Binario (in spagnolo) - AC-3518
- 1960: 'E rrose e tu / Serenata a Margellina - AC-3519
- 1966: Scalinatella / 'O Mese D' 'E Rrose - SP 1302

### Dischi a 45 giri
- 1956: Canzone di primavera/Alba sul mare (Parlophon, QMSP 16109)
- 1956: Guaglione/Suspiranno 'na canzone (Vis Radio, Vi MQN 36007)
- 1957: Romanina del bajon/Carrozzella romana (Vis Radio, Vi MQN 36060)
- 1957: Valzer dell'allegria/Zingarella (Vis Radio, Vi MQN 36061)
- 1957: Scapricciatiello/L'hai voluto tu (Vis Radio, Vi MQN 36062)
- 1958: Me sò 'mbriacato 'e sole/Luna rossa (Vis Radio, Vi MQN 36273)
- 1958: Buongiorno tristezza/Incantatella (Vis Radio, Vi MQN 36274)
- 1958: Terra straniera/Perdonami (Vis Radio, Vi MQN 36275)
- 1958: Torna piccina/Non ti scordar di me (Vis Radio, Vi MQN 36276)
- 1958: 'O surdato "nnammurato/Santa Lucia luntana (Vis Radio, Vi MQN 36277)
- 1958: Come le rose/Spazzacamino (Vis Radio, Vi MQN 36278)
- 1958: Addio signora/Fili d'oro (Vis Radio, Vi MQN 36279)
- 1958: 'Na sera 'e maggio/Anema e core (Vis Radio, Vi MQN 36280)
- 1958: Fontane romane/Nannì ('Na gita a li castelli) (Vis Radio, Vi MQN 36281)
- 1958: L'hai voluto tu/Ti voglio come sei (Vis Radio, Vi MQN 36288)
- 1958: Tu scendi dalle stelle/Novena di Natale (zampogne) (Vis Radio, Vi MQN 36308)
- 1958: Tu scendi dalle stelle/Buon Natale a te (Vis Radio, Vi MQN 36308; stesso numero di catalogo del precedente)
- 1958: Anema e core/'Nu quarto 'e luna (Vis Radio, Vi MQN 36349)
- 1958: Innamorati/Calypso delle stelle (Fonit Cetra, SP 112)
- 1958: Torero/Lisboa antigua (Fonit Cetra, SP 113)
- 1958: Zì Gennaro rock'n'roll/'O russo e 'a rossa (Fonit Cetra, SP 114)
- 1958: Maliziusella/Chella è nata cù 'a cammesella (Fonit Cetra, SP 115)
- 1958: La più bella del mondo/Mexico (Fonit Cetra, SP 116)
- 1958: Domenica è sempre domenica/Calypso C. (Fonit Cetra, SP 117)
- 1958: Nannì ('Na gita a li castelli)/Chitarra romana (Fonit Cetra, SP 118)
- 1958: Com'è bello fà l'amore quanno è sera/Quanno a Roma 'na maschietta te vò bene (Fonit Cetra, SP 119)
- 1958: Terra straniera/La signora di trent'anni fa (Fonit Cetra, SP 485)
- 1959: Acquerello napoletano/Manuela (Parlophon, QMSP 16267)
- 1959: Borgo antico/Zoccoletti (Parlophon, QMSP 16275)
- 1962: Addio... Addio.../Quando il vento d'aprile.... (Fonit Cetra, SP 1100)
- 1965: La canzone dell'amore/Luna marinara (Fonit Cetra, SP 1291)
- 1967: Concerto alla vita/Quando siamo vicini (Fonit Cetra, SP 1358)
- 1968: Mexico/Serenata Messicana (Stella d'argento) (Fonit Cetra, SP 1380)
- 1969: Il momento della verità/Un anno in più (Fonit Cetra, SP 1402)
- 1976: Voglio una donna (Quiero)/Se non è amore (Ariston Records, AR 0743)
- 1982: Buon compleanno/El condor pasa (RCA Italiana, PB 6626)
- 1988: Sirene di Nettuno/Va serenatella (Centro Produzione Musicale, CPM 511)

## Album in studio
- 1957: Claudio Villa (Parlophon, PMFQ 75005)
- 1957: Claudio Villa (Parlophon, PMFQ 75007)
- 1957: Claudio Villa (Vis Radio, ViMT 24005)
- 1957: Claudio Villa (Vis Radio, ViMT 24006)
- 1957: Claudio Villa (Vis Radio, ViMT 24014)
- 1957: Claudio Villa (Vis Radio, ViMT 24016)
- 1957: Claudio Villa (Vis Radio, ViMT 24018)
- 1957: Claudio Villa (Vis Radio, ViMT 24019)
- 1957: Claudio Villa (Vis Radio, ViMT 24020)
- 1957: Claudio Villa (Vis Radio, ViMT 24028)
- 1957: VII Festival della canzone - Sanremo 1957 (Cetra, LPE 2013)
- 1957: Claudio Villa (Cetra)
- 1957: Claudio Villa (Cetra)
- 1957: Claudio Villa (Cetra)
- 1957: Claudio Villa (Cetra)
- 1957. Claudio Villa (Cetra)
- 1957. Claudio Villa (Cetra)
- 1957. Villa's story (Cetra)
- 1958. Claudio Villa (Parlophon)
- 1958. Claudio Villa (Vis Radio)
- 1958. Claudio Villa (Vis Radio)
- 1958. Claudio Villa (Vis Radio)
- 1958. VIII Festival della Canzone (Cetra)
- 1958. Claudio Villa (Cetra)
- 1958. Claudio Villa (Cetra)
- 1958. Canzoni da films (Cetra)
- 1958: Claudio Villa (Cetra, LP 2)
- 1959. Claudio Villa (Parlophon)
- 1959. Claudio Villa (Parlophon)
- 1959. Claudio Villa (Vis Radio)
- 1959. Claudio Villa (Vis Radio)
- 1959. Claudio Villa (Cetra)
- 1959. Claudio Villa in Canzonissima 59 (Cetra)
- 1960. Poesie e canzoni di Salvatore Di Giacomo (Cetra)
- 1960. Canta l'Italia con Claudio Villa (Cetra)
- 1961. Villa (Parlophon)
- 1961. Souvenir de Naples (Vis Radio)
- 1961. Canta Napoli 2 (Vis Radio)
- 1961. 14 canzoni di Claudio Villa (Cetra)
- 1961. Concerto alla Carnegie Hall (Cetra)
- 1962. I maestri (Parlophon)
- 1962. Canto a voce piena (Vis Radio)
- 1962. Claudio Villa (Cetra)
- 1962. Le canzoni al vento (Cetra, LPB 35017)
- 1963. Borgo antico (Parlophon)
- 1963. Da Il Cantatutto con Milva e Villa (Cetra, LPB 35019 )
- 1963. Claudio Villa canta Modugno (Cetra, LPB 35020)
- 1963. Stornelli romani (Cetra)
- 1963. Canzoni celebri vol.1 (Cetra, LPB 35022)
- 1964. I protagonisti: Claudio Villa e Alvaro Amici (Vis Radio)
- 1964. Le serenate di Claudio Villa (Vis Radio)
- 1964. Claudio Villa (Vis Radio)
- 1964. Canzoni celebri vol.2 (Cetra, LPB 35024)
- 1964. Canzoni celebri vol.3 (Cetra, LPB 35025)
- 1964. Canzoni celebri vol.4 (Cetra, LPB 35026)
- 1964. Villa canta Napoli (Cetra)
- 1964. Villa canta la sua Roma (Cetra)
- 1965. Claudio Villa (Vis Radio)
- 1965. Souvenir de Rome (Vis Radio)
- 1965. Canzoni celebri vol.5 (Cetra, LPB 35028)
- 1967. Claudio Villa e Milva - Live al Kosel Nenkin Hall di Tokio (Cetra)
- 1968. Roma 4 vol. 1 (Cetra)
- 1968. Roma 4 vol. 2 (Cetra)
- 1968. Claudio Villa (Cetra)
- 1968. Claudio Villa canta l'operetta (Cetra)
- 1968. 25 anni di canzoni (Cetra)
- 1968. Bravo (Kapp Records - discografia estera)
- 1969. Latin American Songs - International Hits vol.1 (Cetra)
- 1970. Music for ever - International Hits vol.2 (Cetra)
- 1971. Romanze dell'800 (Cetra)
- 1972. Villa Tutto Dixieland (Cetra)
- 1973. Antologia della canzone italiana vol.1 (Cetra)
- 1973. Antologia della canzone italiana vol.2 (Cetra)
- 1973. Stornelli e pasquinate (Cetra)
- 1974. Liscio e balla (Cetra)
- 1974. Canti della malavita romana (Cetra)
- 1974. Una voce (Cetra)
- 1974. Antologia della canzone italiana vol.3 (Cetra)
- 1974. Antologia della canzone italiana vol.4 (Cetra)
- 1975. Svejacore (CBS)ha cantato con Franco Barbuto l'autore della canzone " U Capiduzzo".
- 1976. Ieri, oggi e domani (Ariston)
- 1977. Per tutta la vita (Ariston)
- 1980. Concerto all'italiana vol.1 (Cetra)
- 1980. Concerto all'italiana vol.2 (Cetra)
- 1980. Concerto all'italiana vol.3 (Cetra)
- 1980. Concerto all'italiana vol.4 (Cetra)
- 1980. Concerto all'italiana vol.5 (Cetra)
- 1980. Concerto all'italiana vol. 6 (Cetra)
- 1980. Pasquinate villiane (Cetra)
- 1981. Claudio Villa in concerto a Bussoladomani (Alpharecord)
- 1981. Finalmente insieme - Claudio Villa e Luciano Tajoli in concerto (Pellicano, PL 596) con Luciano Tajoli
- 1981. Claudio Villa canta l'operetta (Fonit Cetra, PM 559)
- 1982. I miei festivals di Sanremo (Alpharecord)
- 1983. 16 exitos de Claudio Villa (durium, DU-16.601) pubblicato in Venezuela
- 1984. Claudio Villa (Cetra)
- 1984. Lasciatemi cantare: Sono un cantante vero (Fonit Cetra, ALP 2005)
- 1984. Anni '50 (Fonit Cetra, TLPX 128)
- 1985. Romantici amori (Fonit Cetra, LPX 138)
- 1985. Cantando (Fonit Cetra, ALP 2012)
- 1987. Grandi scelte (Fonit Cetra, CDM 2002)
- 1987. L'oro puro di Napoli (Green Line Records, CGDLL 106) con Roberto Murolo e Sergio Bruni
- 1987. Non ti scordar di me (Compagnia Generale del Disco, LSM 1205)
- 1987. Musica mia dolce musica (EMI Italiana, 54 1187871)
- 1989. Un amore così grande (Milan, CD CH 204)
- 1990. Per sempre (Alpharecord, CD AR 7012)
- 1991. 16 grandi successi - vol. 1 (Green Records, GRCD 6010)
- 1992. Stornella (Rainbow, CDRBW 3215)
- 1992. Tutte le registrazioni Parlophon (DIVI, LP-4)
- 1992. Tutte le registrazioni Parlophon (DIVI, LP-5)
- 1993. Granada (Joker, MC 11004 3215)
- 1993. Granada (Alpharecord, CDAR7053) pubblicato in Germania
- 2006. Canzonissime (Lucky Planets, LKP 571)

## Compilation
- 1968: Noël Noël (Edizioni Paoline, 3001; Claudio Villa canta Fermarono i cieli)
- 1984: Tutti insieme con amore (Prince, LP 216; Claudio Villa è presente con Non pensare a me)